# Trichiorhyssemus decorsei
Trichiorhyssemus decorsei är en skalbaggsart som beskrevs av Bénard 1914. Trichiorhyssemus decorsei ingår i släktet Trichiorhyssemus och familjen Aphodiidae. Inga underarter finns listade i Catalogue of Life.